# Neoklassizismus (bildende Kunst)

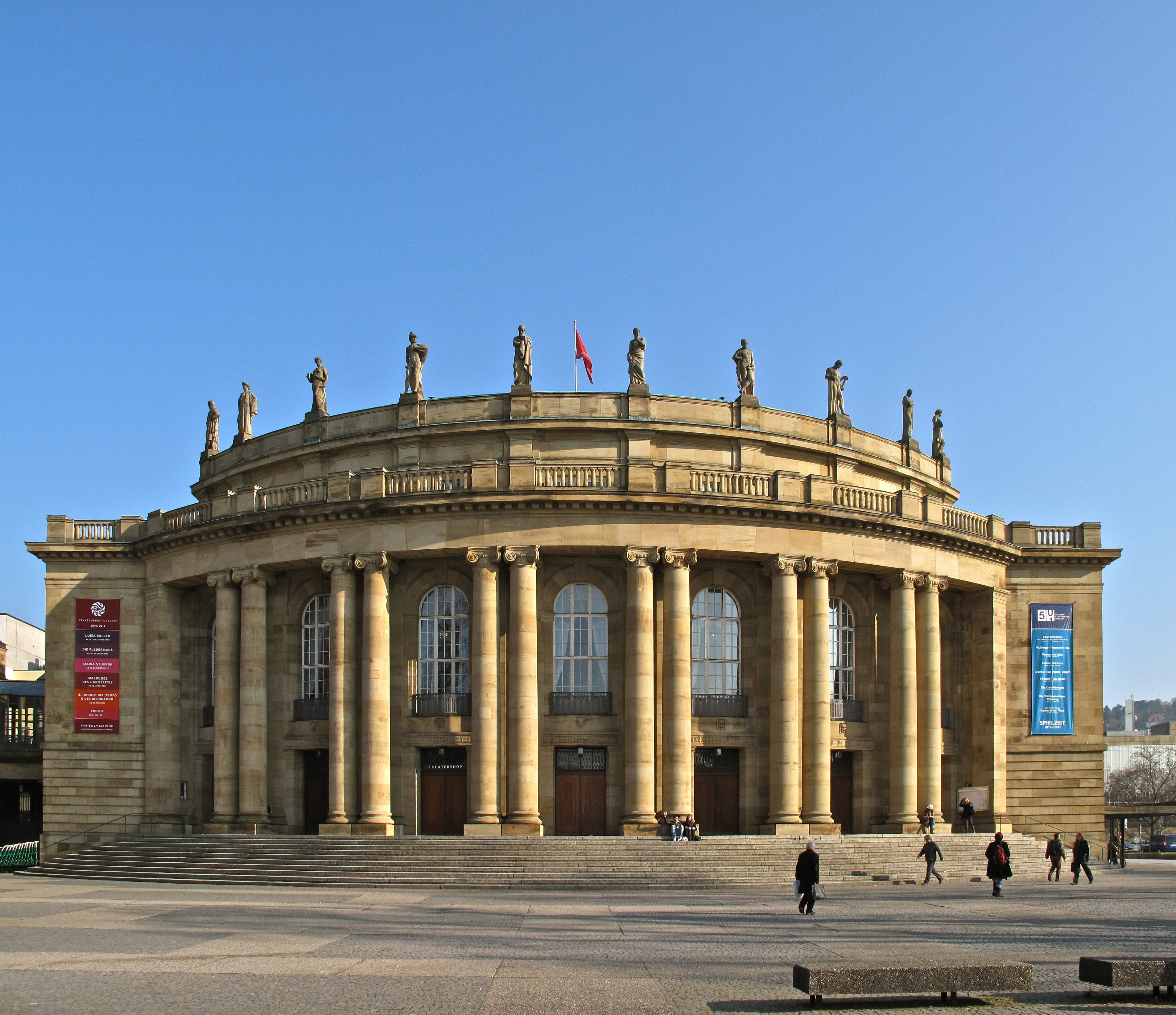
Die neoklassizistische Staatsoper in Stuttgart

Neoklassizismus (von altgriechisch νέος néos, deutsch ‚neu‘) oder Neuklassizismus wird in der deutschsprachigen Kunstgeschichte der letzte formal einheitliche Stil der bildenden Kunst und Architektur des Historismus im frühen 20. Jahrhundert im deutschsprachigen Kulturraum genannt. Der eklektizistische Stil gilt gleichzeitig als Beginn der Moderne. Für den Architekturstil der 1930er Jahre wird auch der Begriff modernistischer Klassizismus verwendet.

## Begriff
Der Begriff wird in der deutschen Kunstgeschichte anders verwendet als in anderen europäischen Sprachen und bezeichnet hier den im 20. Jahrhundert entwickelten Stil, der in Abgrenzung zum Klassizismus des späten 18. und frühen 19. Jahrhunderts als „Neoklassizismus“ bezeichnet wird. Im Unterschied zum deutschen Sprachgebrauch ist der Klassizismusbegriff im Englischen, Französischen und weiteren europäischen Sprachen breiter gefasst und bezeichnet dort Stilphänomene, die bereits zur Zeit der Renaissance (beispielsweise der Palladianismus) und des Barock auftraten und sich dadurch auszeichnen, dass sie sich an der Architektur der griechisch-römischen Antike (der Klassik) orientieren. Die später auf das Rokoko folgende erneute Hinwendung zu antiken Architekturvorbildern (die im Deutschen nun erst unter der Bezeichnung Klassizismus bekannt ist) wird deshalb auf Französisch als néoclassicisme, englisch als Neoclassicism und italienisch als neoclassicismo bezeichnet. Die neoklassizistische Architektur kann im Englischen mit New Classical architecture und im Italienischen mit Nuova architettura classica übersetzt werden.

## Entwicklung

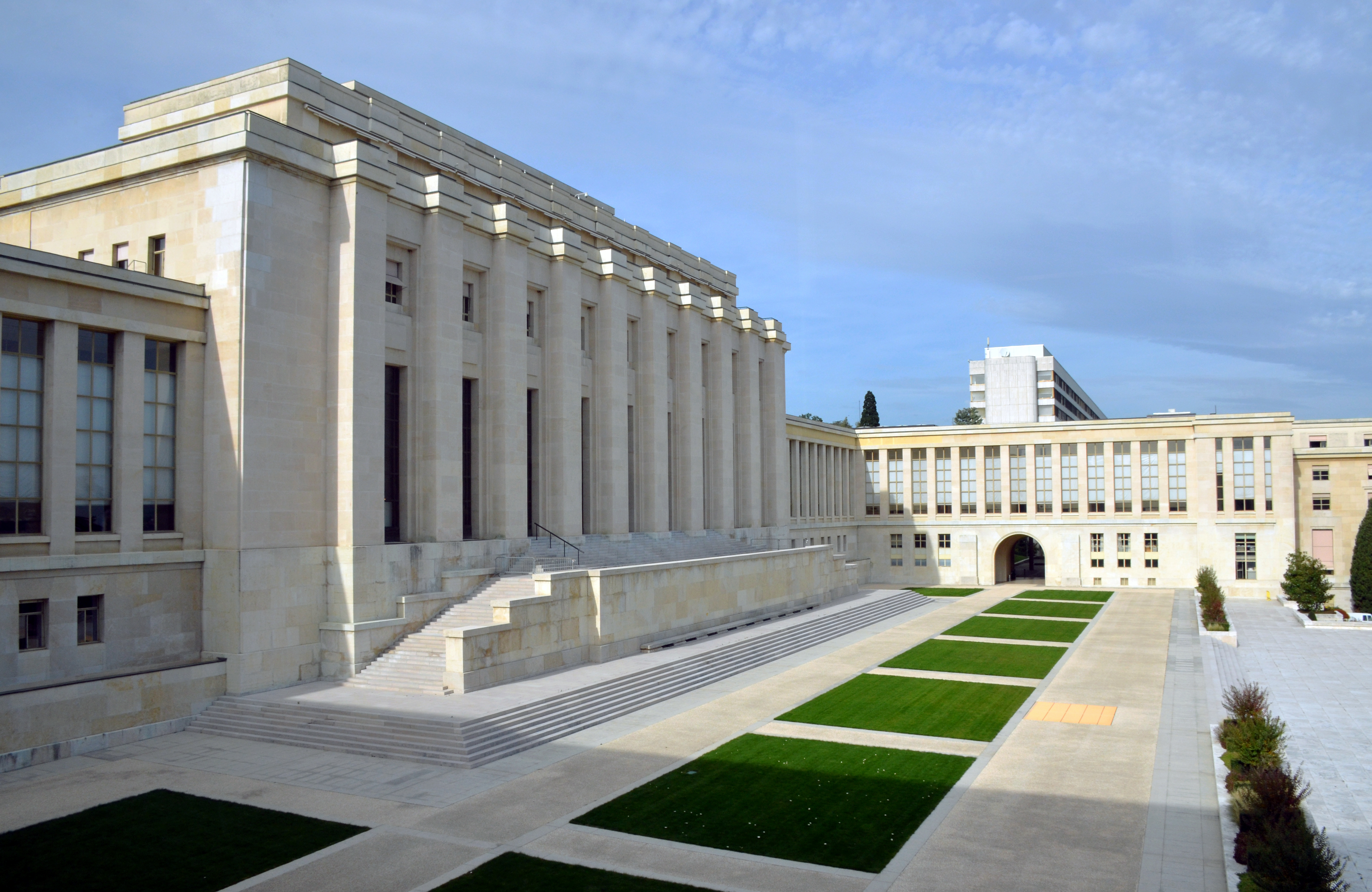
Völkerbundpalast, Genf, verschiedene Architekten, 1929–1938

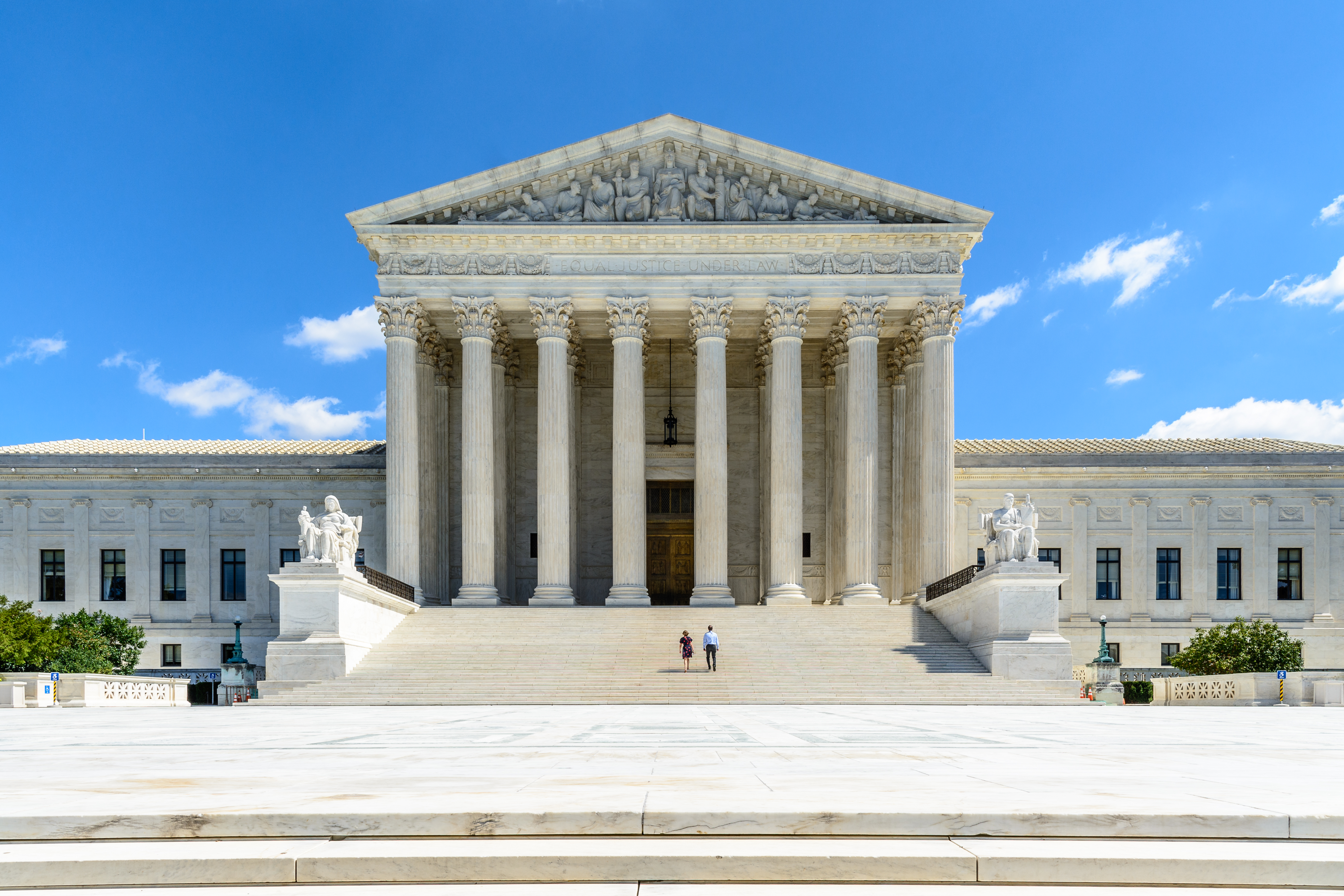
Oberster Gerichtshof, Washington, Cass Gilbert, 1932–1935

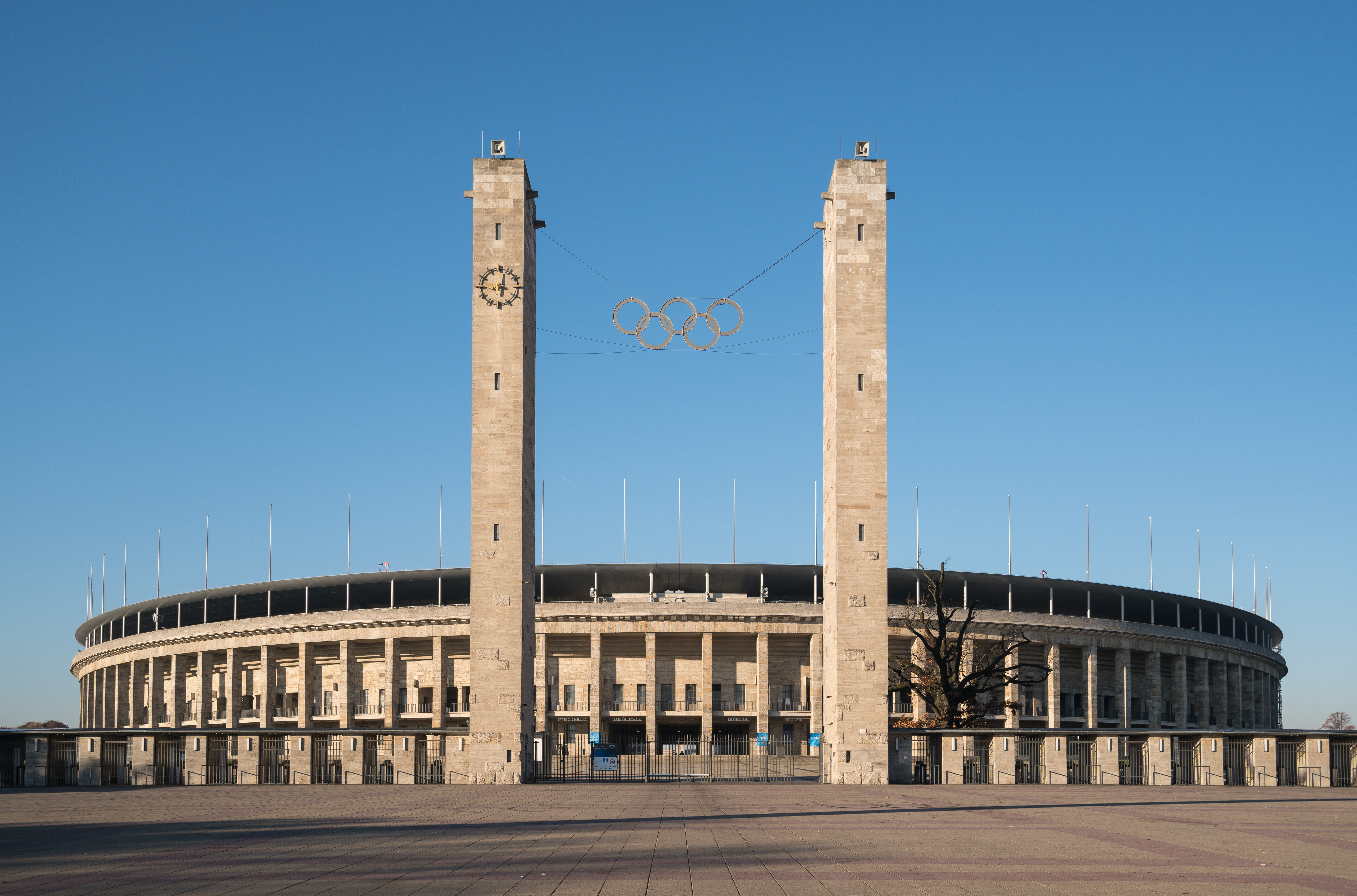
Olympiastadion, Berlin, Werner March, 1934–1936

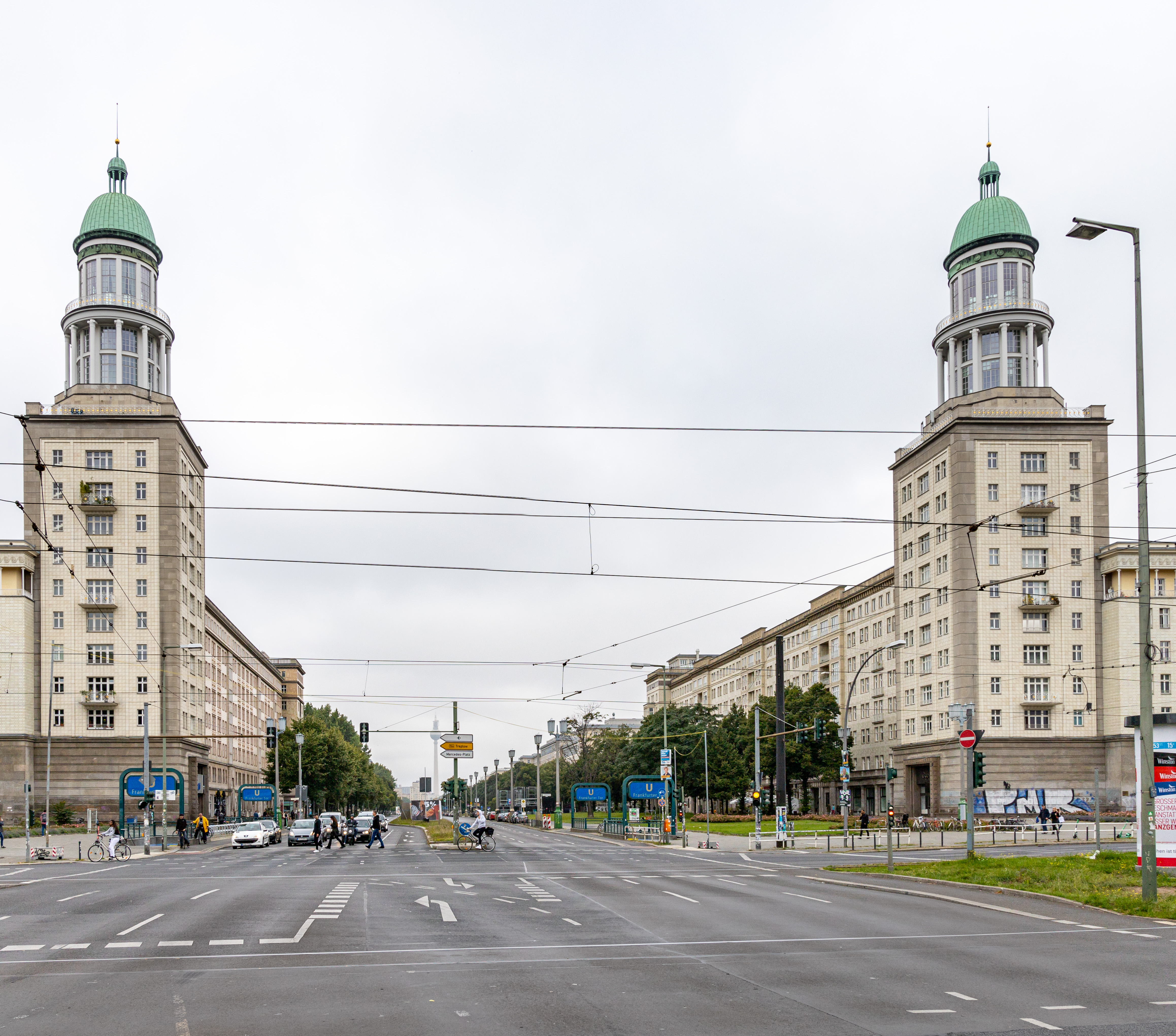
Frankfurter Tor, Berlin, Hermann Henselmann, 1954–1960

Neoklassizismus ist auf dem Gebiet der Architektur Stilbezeichnung und Sammelbegriff für eine Vielzahl von Strömungen des 20. Jahrhunderts mit unterschiedlichen regionalen Ausprägungen, die sich auf antike oder klassizistische Vorbilder beriefen. In der Architektur bildet der Neoklassizismus den ideellen sowie formalen Gegensatz zu der sich gleichzeitig entwickelnden klassischen Moderne, während die Ornamentik der Baustile Jugendstil (Art nouveau) und Liberty zurücktritt. Er ist, gemeinsam mit dem Heimatschutzstil, Teil der allgemeinen traditionalistischen Strömungen zu Anfang des 20. Jahrhunderts, die das Ziel hatten, alte (vorindustrielle) Werte und Strukturen beizubehalten. Es werden noch einmal Ideen der griechischen und römischen Antike, des Barock und des Klassizismus, und klassizistische Elemente der Renaissance (Andrea Palladio) aufgenommen, die sich im monumentalen Erscheinungsbild, in Säulenanordnungen, in der räumlichen Disposition (rechtwinklige Grundrisse, Symmetrie) und in der tektonischen Struktur zeigen. In der Malerei und Plastik sind bei Carlo Carrà, Giorgio de Chirico, Adolf von Hildebrand, Aristide Maillol, Pablo Picasso und Ignatius Taschner neoklassizistische Einflüsse zu erkennen.
Die Anfänge des Neoklassizismus in den USA können im Gefolge der World’s Columbian Exposition in Chicago von 1893 datiert werden. Sie basieren auf der Anknüpfung an Traditionen der École des Beaux-Arts in Paris, die in den folgenden Jahrzehnten das gesamte offizielle Bauen in den USA prägen. Im Unterschied zu den USA ist das Auftreten des Neoklassizismus in Deutschland um 1908 als eine Reaktion auf den Jugendstil und gewisse erste Tendenzen zur Sachlichkeit im Umkreis des Deutschen Werkbundes zu verstehen. Dabei waren es einige der herausragendsten Vertreter des Jugendstils, wie Peter Behrens und Joseph Maria Olbrich, die sich in den Jahren vor und nach dem Ersten Weltkrieg den klassischen Formen zuwandten. Spätestens um 1910 hatte der Neoklassizismus den Jugendstil in Deutschland gänzlich verdrängt.
Seit den 1920er Jahren steht der Neoklassizismus im deutschsprachigen Raum in gewisser Konkurrenz zunächst zum Expressionismus und schließlich zu der funktionalistisch begründeten Erneuerungsbewegung des Bauhauses und der Neuen Sachlichkeit. Bei aller Rivalität zum radikalen Erneuerungswillen des Bauhauses sind beim Neoklassizismus in Deutschland, Frankreich und Skandinavien in der Tendenz zur formalen Vereinfachung gewisse Gemeinsamkeiten zu beobachten, was sich besonders im Werk von Architekten wie Heinrich Tessenow, Theodor Fischer oder Gunnar Asplund zeigen lässt. Der deutsche Neoklassizismus und die ihm verwandten Ausprägungen der 1920er und 30er Jahre in Europa zeichnen sich durch Reduktion oder gar vollständige Fortlassung des Decorums aus, weshalb oft fließende Übergänge zum Erscheinungsbild der Neuen Sachlichkeit zu beobachten sind, wie z. B. beim Palais de Tokyo in Paris. Dabei ergaben sich in Frankreich auch Überschneidungen mit dem Art déco der 1920er bis 40er Jahre.
Anfang des 20. Jahrhunderts tritt der Neoklassizismus in vielen Ländern Europas und Amerikas zunächst unabhängig von der jeweiligen Staatsform in Erscheinung und erlangt so auch in vielen demokratisch regierten Ländern öffentliche Geltung. Doch wird er im Laufe der 1930er Jahre von den neuen totalitären Regimen in Deutschland, Italien und der Sowjetunion im Rahmen ihrer kunstpolitischen Lenkungsversuche und propagandistischen Selbstdarstellung zum repräsentativen, ins Monumentale übersteigerten Staatsstil erhoben. Für den sowjetischen Einflussbereich blieb der Neoklassizismus bis weit in die 1950er Jahre verbindlich und fand seine Ausgestaltung als sozialistischer Neoklassizismus, im Dritten Reich zur typischen Nationalsozialistischen Architektur.
Diese politische Vereinnahmung des Neoklassizismus durch totalitäre Regime führte in der Bundesrepublik Deutschland nach dem Zusammenbruch des Faschismus und auch vor dem Hintergrund der Schließung des Bauhauses durch die Nationalsozialisten zu einer symbolischen Abwertung durch Identifikation klassizistischer Formen mit totalitärer Herrschaftsarchitektur. Die allgemeine Ächtung verstärkte sich im Nachkriegsdeutschland auch in dem Bemühen um eine Rehabilitierung des Bauhauses, das nun als Repräsentant einer fortschrittlichen wie demokratischen Kultur galt. Dagegen wurde der Neoklassizismus, soweit er sich nicht durch Verzicht auf das Decorum der klassischen Moderne angenähert hatte, häufig als Inbegriff einer rückwärtsgewandten, autoritären und das Individuum einschüchternden Architekturauffassung beurteilt. Seine Bauten galten ähnlich wie die Werke des Historismus im Kontext kunsthistorischer Fortschrittserzählungen als epigonal, unzeitgemäß oder gar reaktionär.
Obwohl die neuere kunsthistorische Forschung die symbolische Abwertung des Neoklassizismus unter Hinweis auf die faschistische Variante der klassischen Moderne im Italien der 1930er Jahre relativieren konnte und zugleich das symbolische Gegenleitbild eines fortschrittlichen wie demokratischen Bauhausstils immer fragwürdiger erscheinen lässt, ist in Deutschland die Diskreditierung des Neoklassizismus von anhaltender Aktualität. So etwa wurden in dem erbitterten öffentlichen Architekturstreit der 1990er Jahre zum Wiederaufbau Berlins nach der Wiedervereinigung die Befürworter einer massiv wie monumental anmutenden Architektur der symbolischen Anknüpfung an Bauformen des Faschismus verdächtigt. Auch wenn solche Debatten im Laufe des letzten Jahrzehnts an polemischer Schärfe verloren haben und sich inzwischen eine Reihe von prominenten Wiederaufbauten, wie etwa das Hotel Adlon in Berlin, klassizistischer Formen bedienen, ist der Neoklassizismus in der öffentlichen Debatte weiterhin dem Vorwurf einer politischen wie künstlerischen Rückwärtsgewandtheit ausgesetzt. An deutschen Architekturhochschulen ist der klassische Formenkanon kein Bestandteil der gestalterischen Entwurfslehre und wird lediglich im Kontext der Fächer Baugeschichte und Denkmalpflege behandelt.

## Beispiele

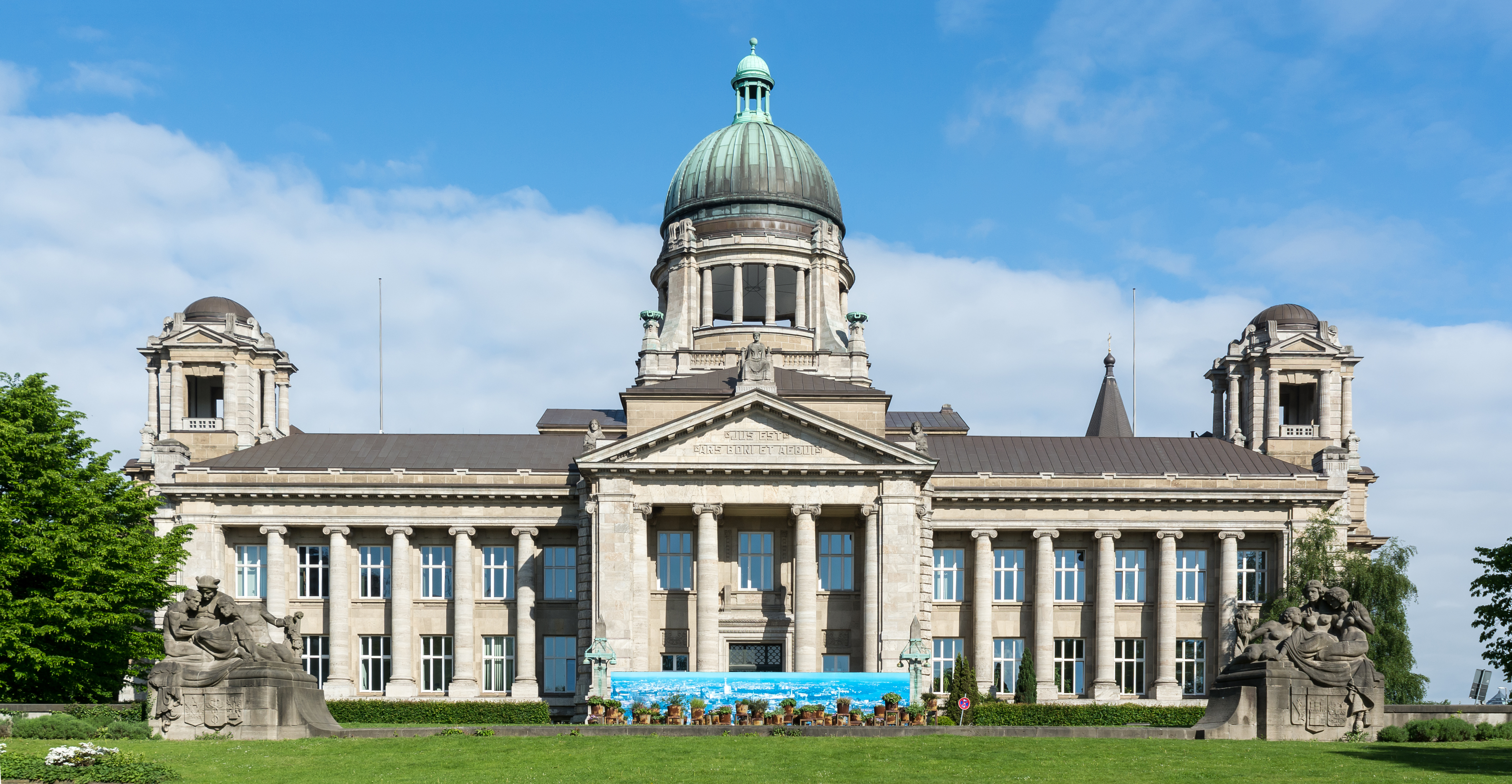
Hanseatisches Oberlandesgericht Hamburg

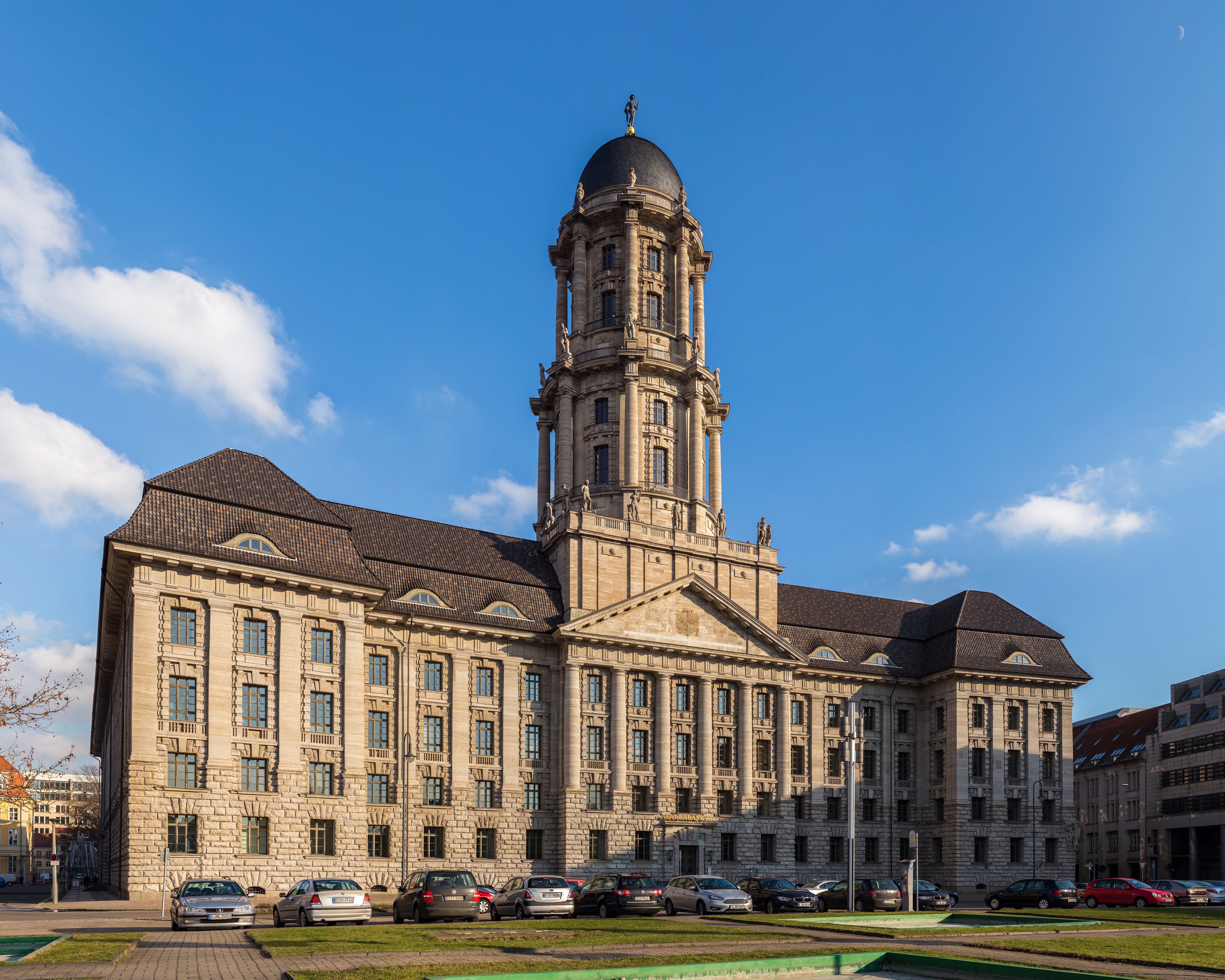
Stadthaus Berlin

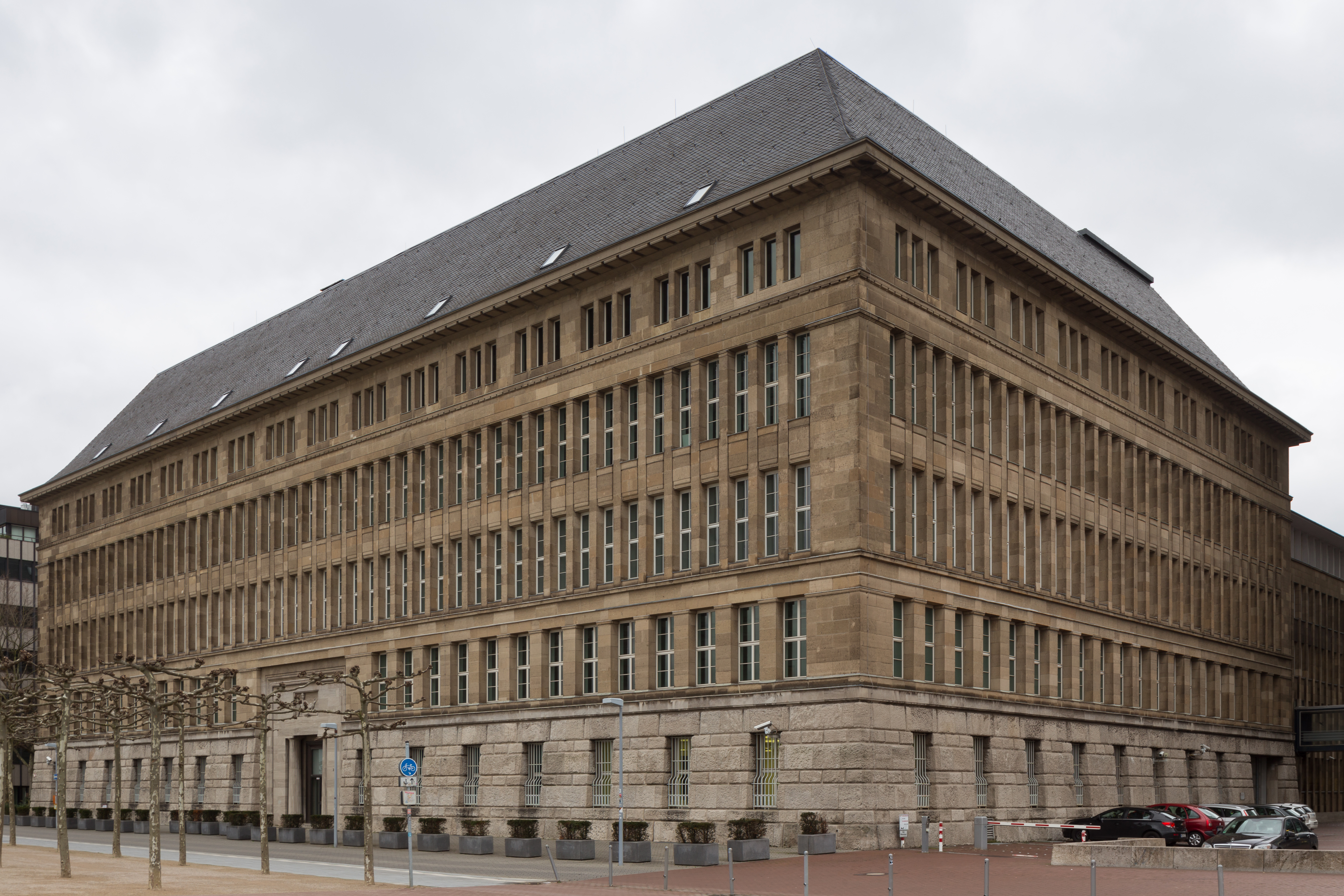
Mannesmann-Haus Düsseldorf

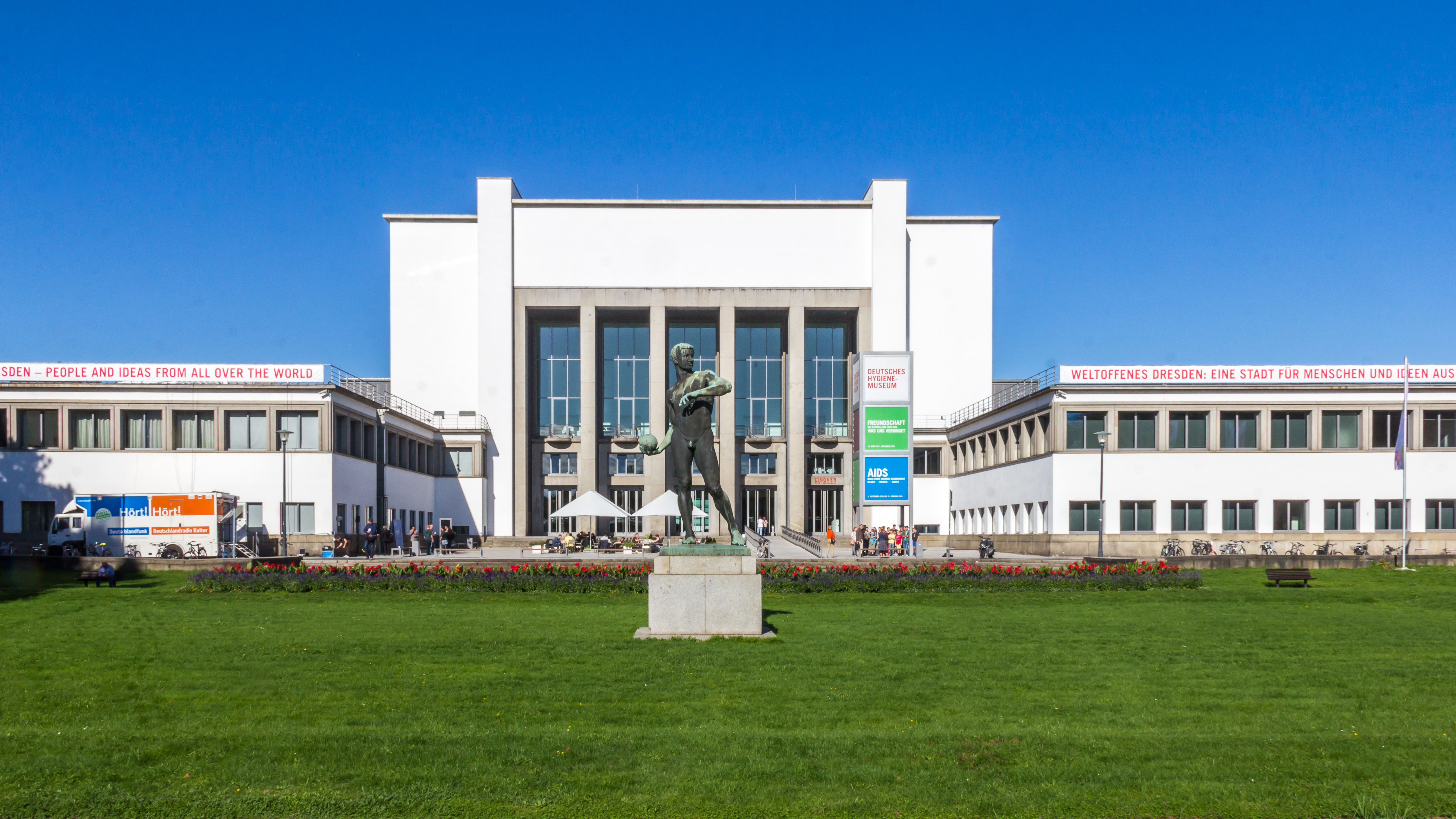
Hygiene-Museum Dresden

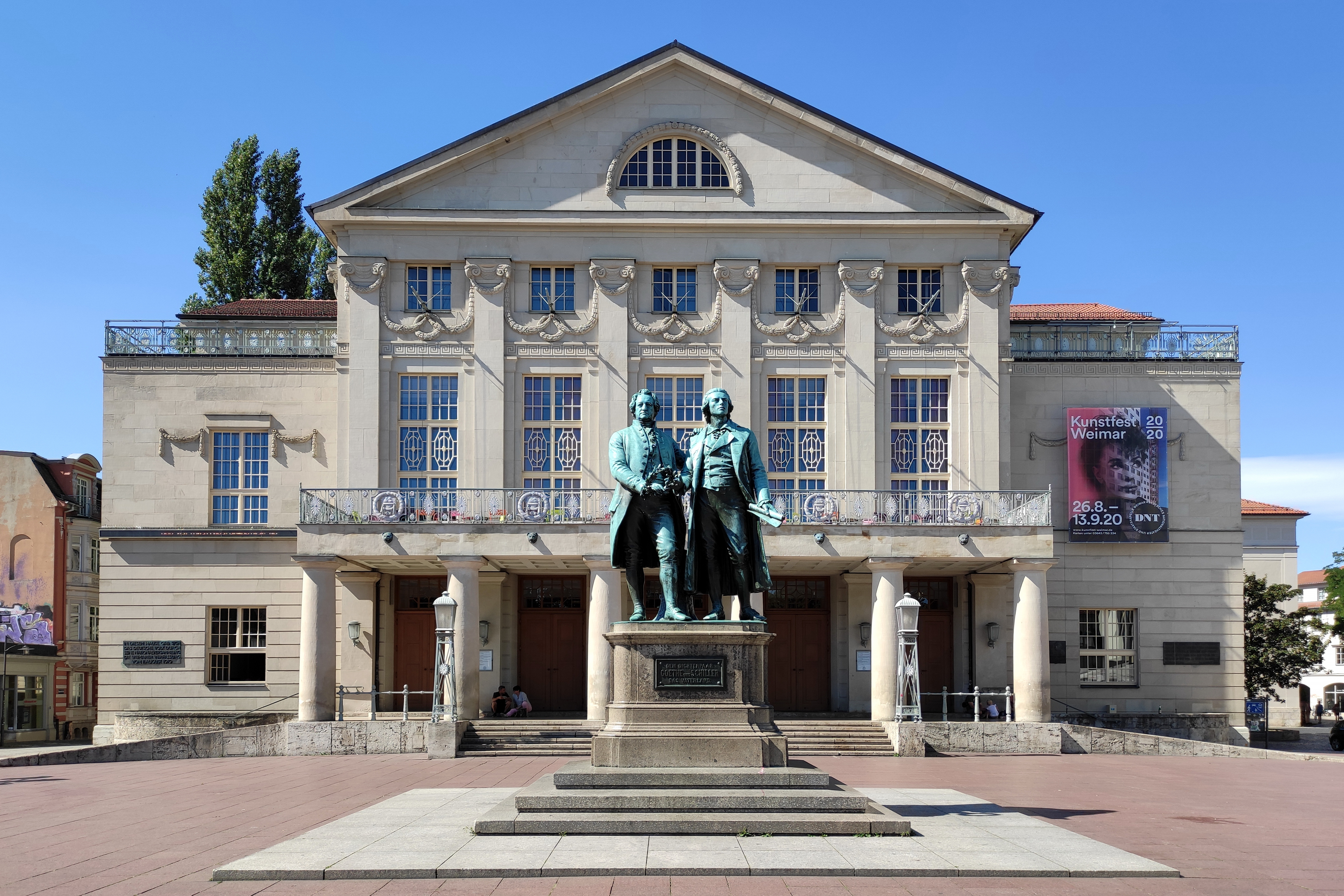
Nationaltheater Weimar

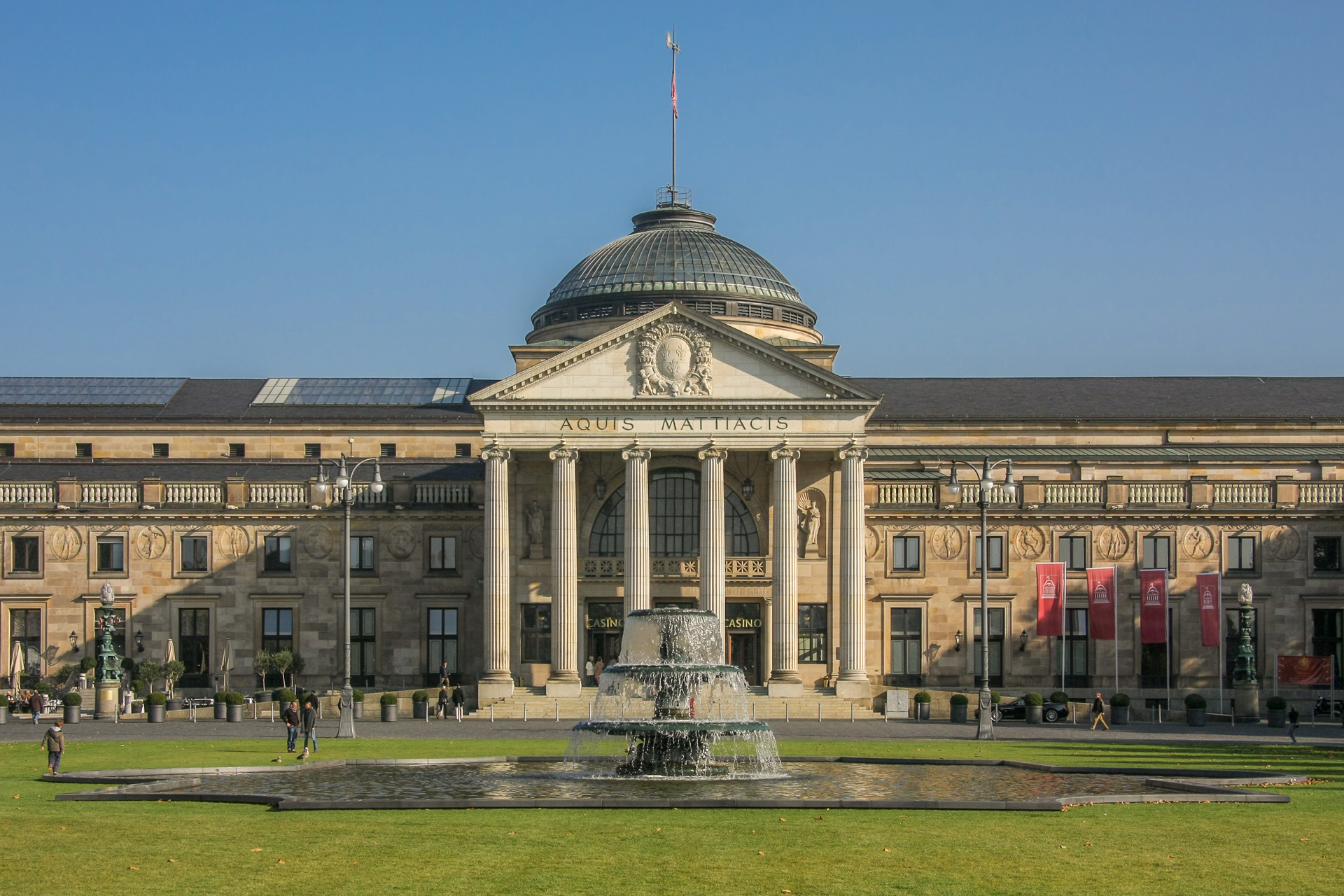
Kurhaus Wiesbaden

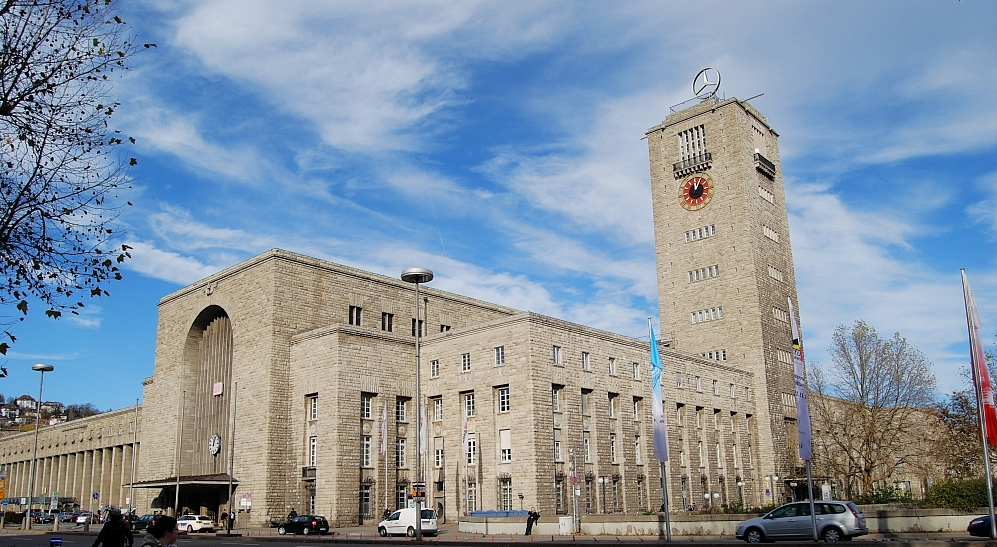
Hauptbahnhof Stuttgart

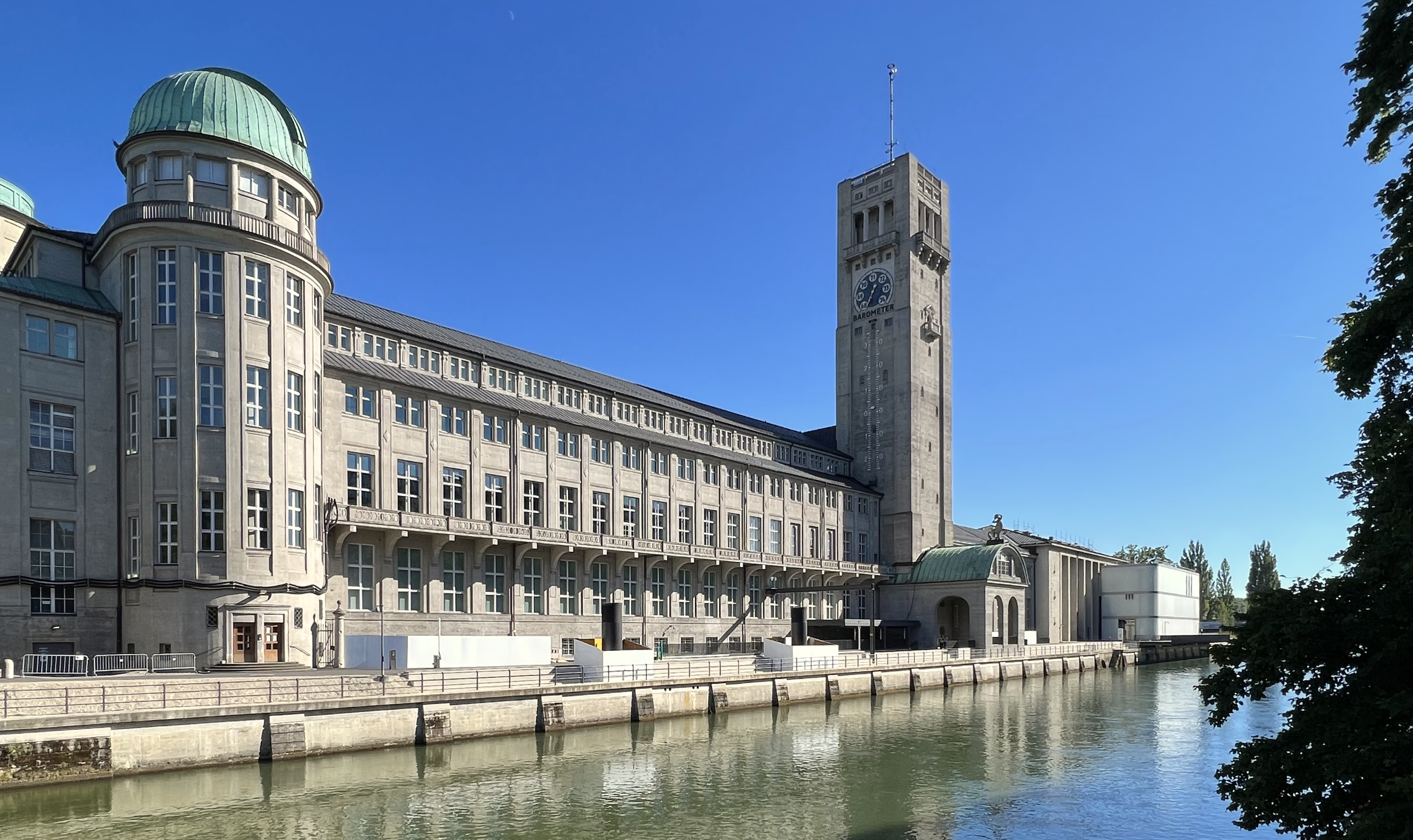
Deutsches Museum München

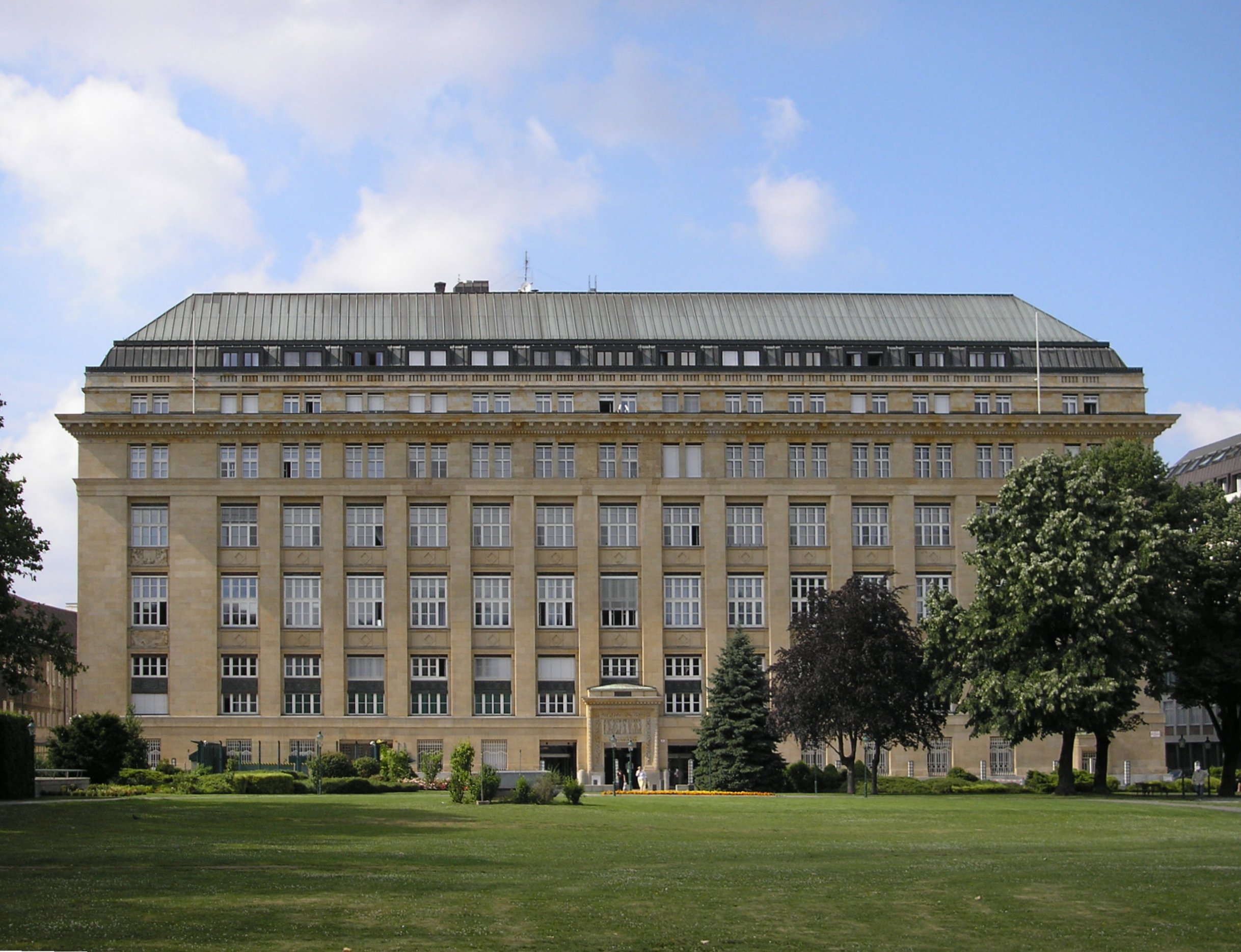
Oesterreichische Nationalbank Wien

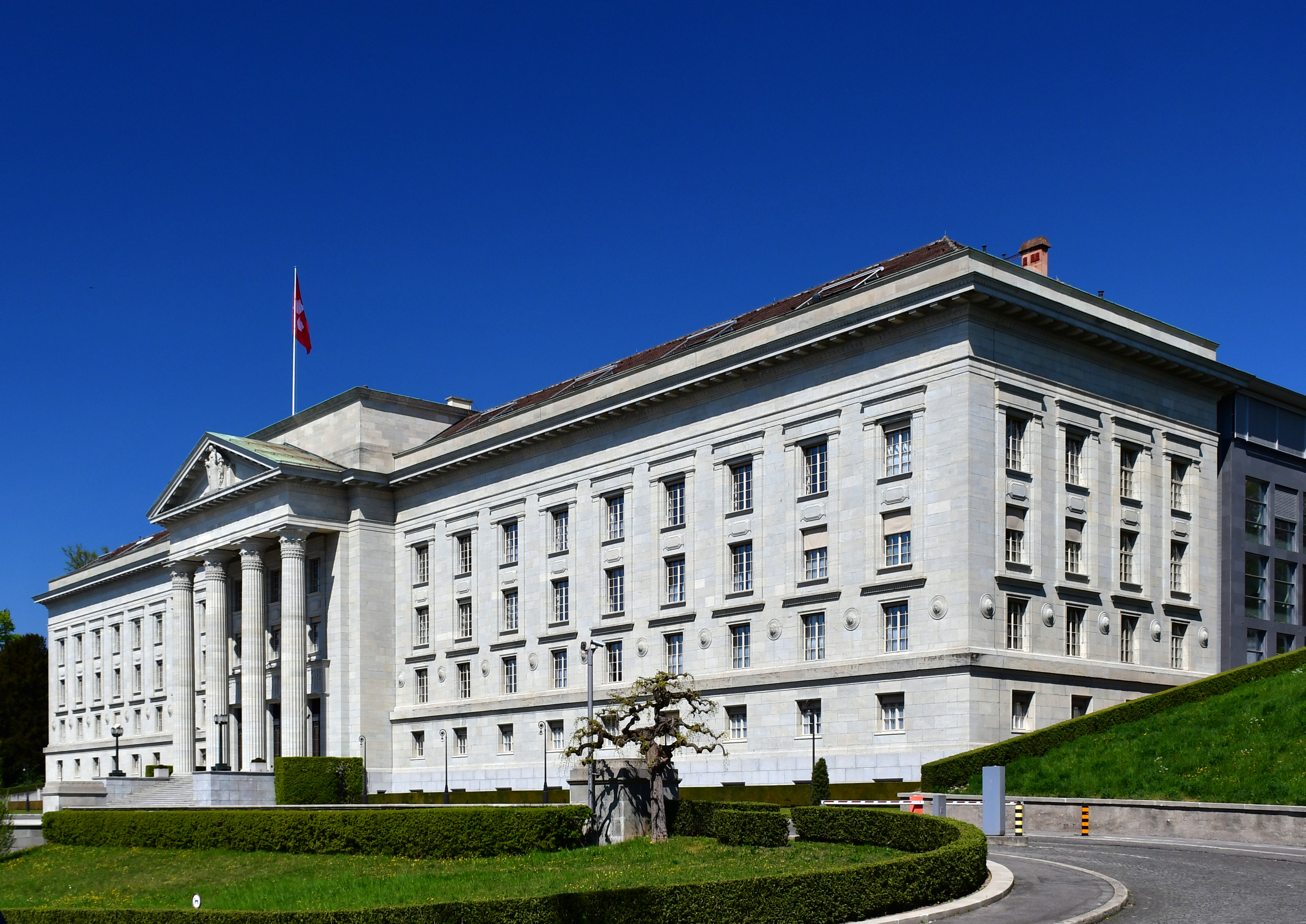
Bundesgerichtsgebäude Lausanne

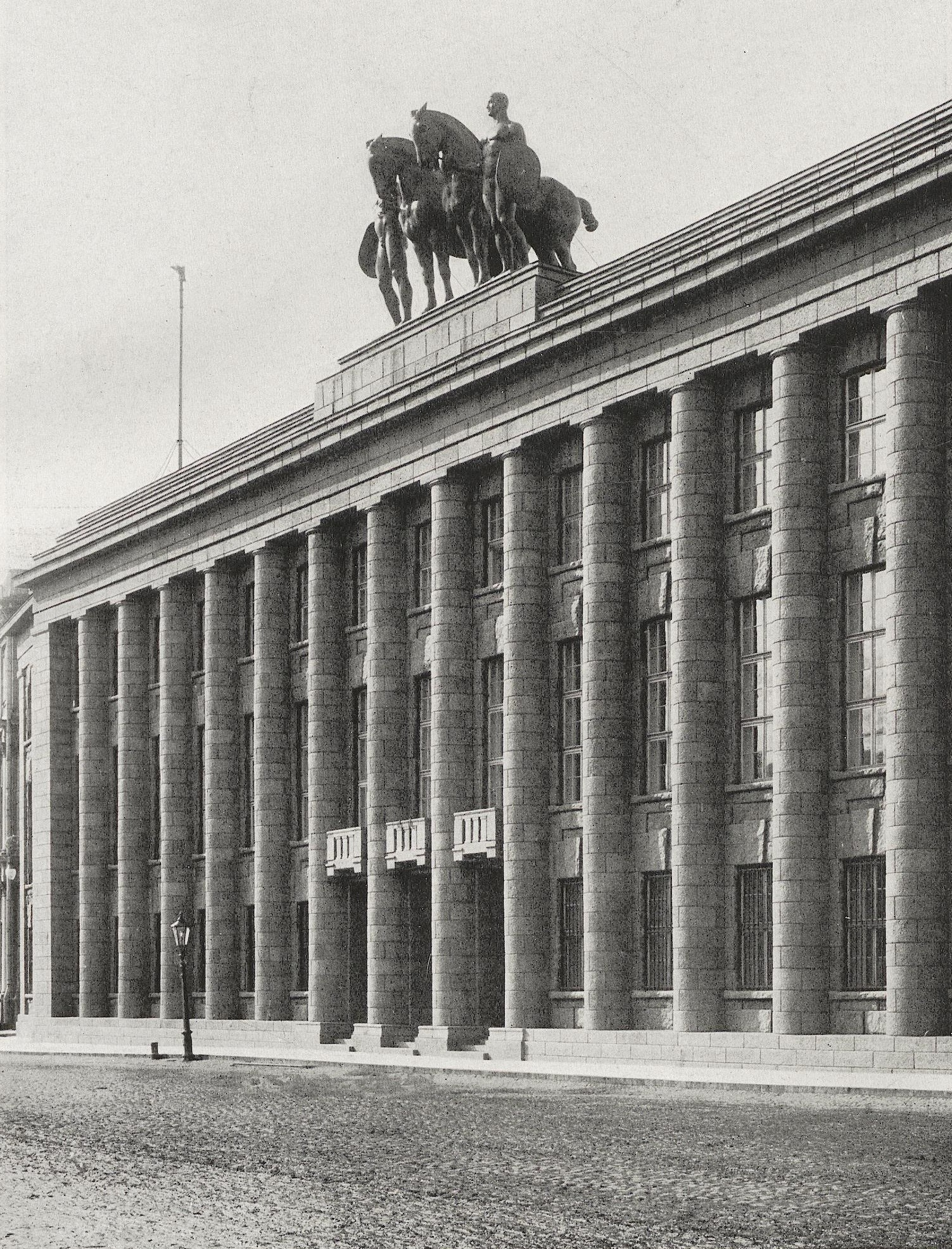
Ehemalige Deutsche Botschaft Sankt Petersburg

### Deutschland
- Bismarckturm in Berg, Theodor Fischer, 1896–1899
- Luitpoldbrücke, München, Theodor Fischer, 1900–1901
- Stadthaus in Berlin, Ludwig Hoffmann, 1902–1911
- Kurhaus in Wiesbaden, Friedrich von Thiersch, 1905–07
- Reichsbahndirektion in Köln, 1906–1913
- Deutsches Nationaltheater in Weimar, Max Littmann, 1907/08
- Hanseatisches Oberlandesgericht in Hamburg, Lundt & Kallmorgen, 1907–1912
- Pergamonmuseum in Berlin, Alfred Messel und Ludwig Hoffmann, 1907–1930
- Staatstheater in Meiningen, Karl Behlert, 1908/09
- Königlich Württembergische Hoftheater in Stuttgart, Max Littmann, 1909–1912
- Theater Hagen, Ernst Vetterlein, 1910–11
- Kunstgebäude in Stuttgart, Theodor Fischer, 1910–1913
- Zollernhof in Berlin, Kurt Berndt, 1910/11
- Bahnhof Wuppertal-Barmen, Alexander Rüdell, 1911–1913
- Stadtbad Neukölln in Berlin, Reinhold Kiehl und Heinrich Best, 1912–14
- Theater Duisburg, Martin Dülfer, 1911/12
- Stadthalle Hannover, Paul Bonatz, 1911–14
- Mannesmann-Haus in Düsseldorf, Peter Behrens, 1912
- Carsch-Haus in Düsseldorf, Otto Engler, 1913–15
- Städtisches Museum in Wiesbaden, Theodor Fischer, 1913–1915
- Rathaus in Herne, Wilhelm Kreis, 1912
- Hauptbahnhof in Stuttgart, Paul Bonatz, 1914–1917
- Bahnhof Weimar, 1914–1922
- Landtag und Staatsministerium in Oldenburg, Paul Bonatz, 1914–1917
- Erweiterungsgebäude der Technischen Universität München, German Bestelmeyer, 1922–1926
- Krochhochhaus in Leipzig, German Bestelmeyer, 1927–1928
- Deutsches Hygiene-Museum in Dresden, Wilhelm Kreis, 1928–30
- Bibliothek und Kongresshalle des Deutschen Museums in München, German Bestelmeyer, 1928–1935
- Starnberger Flügelbahnhof in München
- Grillo-Theater in Essen
- Bahnhof Köln Messe/Deutz
- Neues Kurhaus in Aachen

### Österreich
- Haus am Schottentor, Ernst Gotthilf und Alexander Neumann, 1910–12
- Hotel Bristol Wien, Ladislaus Fiedler und Pietro Palumbo, 1911
- Park Hyatt Vienna, ehemals Länderbankzentrale, Ernst Gotthilf und Alexander Neumann, 1913–15
- Villa Primavesi Wien, Josef Hoffmann, 1913–15
- Österreichisches Haus zur Kölner Werkbundausstellung, Josef Hoffmann, 1914
- Bank Austria Kunstforum in Wien, Ernst Gotthilf und Alexander Neumann, 1914–21
- Österreichische Nationalbank, Rudolf Eisler und Ferdinand Glaser, 1923–25

### Schweiz
- Hauptbahnhof Biel, 1919–23, Architekten Friedrich Moser und Wilhelm Schürch
- Hauptbahnhof Genf (Bahnhof Genève-Cornavin), 1927–31, Architekt Julien Flegenheimer
- Palais des Nations (Genf), 1929–38, Architekten Carlo Broggi, Julien Flegenheimer, Camille Lefèvre, Henri-Paul Nénot und Joseph Vago
- Schweizerisches Bundesgericht (Lausanne), 1922–27, Architekten Louis-Ernest Prince und Jean Béguin
- Römisch-katholische Kirche San Bernardino, 1867–97, Architekt Giovanni Gloria
- Reformierte Kirche Solothurn, 1922–24, Architekt Armin Meili
- Kunstmuseum Winterthur, 1913–15, Architekten Robert Rittmeyer und Walter Furrer
- Neue Kirche Fluntern (Zürich), 1918–20, Architekturbüro Curjel & Moser

### Bulgarien
- Bauten des Architekten Georgi Owtscharow, z. B. Rathaus in Burgas (1936), Georgi-Dimitroff-Mausoleum (1949)

### Frankreich
- Paris: Palais de Chaillot (Louis-Hippolyte Boileau, Léon Azème und Jacques Carlu, 1937), Palais de Tokyo (Jean-Claude Dondel, André Aubert, Paul Viard und Marcel Dastugue, 1937)

### Italien
- Rom: Foro Italico (Enrico Del Debbio und Luigi Moretti, 1928–38), Hauptgebäude der Universität La Sapienza (Marcello Piacentini, 1932–35)
  - mit der Esposizione Universale di Roma (EUR) gibt es im Süden Roms einen ganzen vom faschistischen Neoklassizismus geprägten Stadtteil, u. a. Palazzo della Civiltà Italiana (Ernesto Bruno La Padula, Giovanni Guerrini und Mario Romano, 1938–43) und Basilika St. Peter und Paul (Arnaldo Foschini, 1939–1955)
- Bozen: Siegesdenkmal, Marcello Piacentini, 1926–28
- Turin: Umgestaltung der Via Roma, Marcello Piacentini, 1931–38
- Bergamo: Città bassa, Städtebauliche Planung und Realisierung eines Großteils der Bauten rund um die Piazza Vittorio Veneto und Piazza Dante, Marcello Piacentini, 1907–1929
- Genua: Piazza della Vittoria, Marcello Piacentini, 1936–1939

### Rumänien
- Bauten des Architekten Duiliu Marcu in Bukarest, insbesondere der Victoria-Palast (1937–44)

### Russland
- Kaiserlich-Deutsche Botschaft in Sankt Petersburg, Peter Behrens, 1912

### Skandinavien
- Das Polizeipräsidium von Kopenhagen in Dänemark (1918–1924), Entwurf: Hack Kampmann mit Holger Alfred Jacobsen, Hans Jørgen Kampmann und Aage Rafn
- Das Reichstagsgebäude (eduskuntatalo) von Johan Sigfrid Sirén in Helsinki (1931)
- in Stockholm die Stadtbücherei und das Krematorium.

### Türkei
- Ankara: Das Mausoleum Atatürks, Anıtkabir (Emin Onat und Orhan Arda, 1944–53) und das jetzige Parlamentsgebäude (Clemens Holzmeister, 1938–60)

### Vereinigte Staaten
- Washington D.C.: Washington Union Station (Daniel Burnham & Co., 1903–07); Lincoln Memorial (Henry Bacon, 1912–22); Marriner S. Eccles Federal Reserve Board Building (Federal Reserve Building; Paul Philippe Cret, 1937); National Gallery of Art (John Russell Pope, 1937–41); Supreme Court Building (Cass Gilbert, 1932–1935)
- New York: Hall of Fame for Great Americans (1901); Equitable Building (Ernest R. Graham, 1913–15)
- Detroit: Michigan Central Station (Warren & Wetmore, 1910–13)
- Philadelphia: Philadelphia Museum of Art (Horace Trumbauer & Co., 1919–28); 30th Street Station (Graham, Anderson, Probst & White, 1929–33)

### Nationalsozialistischer Neoklassizismus
- Berlin: Olympiastadion (Werner March, 1934–36), ehemaliges Reichsluftfahrtministerium (heute Detlev-Rohwedder-Haus, Architekt Ernst Sagebiel, 1935/36), Flughafen Tempelhof (Sagebiel, 1936–41), Neue Reichskanzlei (Albert Speer, 1937–39, nicht erhalten), Italienische Botschaft (Friedrich Hetzelt, 1939–41)
- Nürnberg: Reichsparteitagsgelände mit Kongresshalle (Ludwig und Franz Ruff, ab 1934)
- München: Haus der Kunst (Paul Ludwig Troost, 1933–37); am Königsplatz der Führerbau (heute Hochschule für Musik und Theater), Verwaltungsbau der NSDAP (heute Münchner Haus der Kulturinstitute), Ehrentempel für die Gefallenen der Bewegung (alle Troost, 1933–37); Reichszeugmeisterei (Paul Hofer und Karl Johann Fischer, 1935–37)
- Anhaltisches Theater in Dessau, 1937/38
- Bundessozialgericht in Kassel (Ernst Wendel, 1936–38)
- Weimar das Gauforum (Hermann Giesler, 1937–)
- Saarbrücken: Saarländisches Staatstheater, Paul Baumgarten, 1937/38; Reichsbahndirektion Saarbrücken, 1938 von P. A. Behringer
- Brückenkopfgebäude in Linz, Roderich Fick, 1940–43

### Sozialistischer Neoklassizismus
ehemalige Sowjetunion
- Der Palast der Sowjets, Gemeinschaftsarbeit der Architekten Boris Iofan und Wladimir Schtschuko, 1932, der Bau wurde aber 1941 eingestellt und nie vollendet
- In St. Petersburg das Haus der Sowjets, Noi Trozki, 1936–41
- in Kiew das Präsidialamt der Ukraine (ehemals Zentralkomitee der Kommunistischen Partei, 1936–39)
- in Moskau die Sieben Schwestern (1947–57), darunter das Hauptgebäude der Lomonossow-Universität

ehemalige DDR
- Eisenhüttenstadt entstand ab 1950 als Planstadt im Stil des Sozialistischen Klassizismus
- in Berlin die Karl-Marx-Allee (östlicher Abschnitt, Egon Hartmann, Hermann Henselmann, Richard Paulick, Hanns Hopp, 1951–53); ehemaliges Fernheizwerk am Ostbahnhof (heute Technoklub Berghain, 1953/53)
- in Leipzig die Ringbebauung (Rudolf Rohrer, 1953–55), die Deutsche Hochschule für Körperkultur (heute Sportwissenschaftliche Fakultät, Hanns Hopp und Kunz Nierade, 1952–57) und das Opernhaus (Kunz Nierade und Kurt Hemmerling, 1954–60)
- in Dresden die Bebauung am Altmarkt, Herbert Schneider und Johannes Rascher, 1953–56
- in Magdeburg zahlreiche zentrale Innenstadtbauten, z. B. in der Ernst-Reuter-Allee (Johannes Kramer)

Polen
- in Warschau der Kulturpalast, Lew Rudnew, 1952–55

Rumänien
- in Bukarest der Parlamentspalast, Anca Petrescu, 1983–89